# Полтъргайст 2
„Полтъргайст 2“ (на английски: Poltergeist II: The Other Side) е американски свръхестествен филм на ужасите от 1986 г. Продължение е на Полтъргайст.

## Сюжет
Внимание:  Текстът по-долу разкрива сюжета на произведението (или части от него)!
Характеризира се със завръщането на семейство Фрийлинг, които отново са изправени пред дух, опитващ се да навреди на тяхната дъщеря Карол Ан.

## Актьорски състав
- Хедър О'Рурк – Карол Ан Фрийлинг
- Крейг Нелсън – Стивън Фрийлинг
- Джобет Уилямс – Даян Фрийлинг
- Оливър Робинс – Роби Фрийлинг
- Зелда Рубинщайн – Тангина Баронс
- Уил Сампсън – Тейлър
- Джулиън Бек – Хенри Кейн